# Берг (Тургау)
Берг (нім. Berg TG) — громада  в Швейцарії в кантоні Тургау, округ Вайнфельден.

## Географія
Громада розташована на відстані близько 150 км на північний схід від Берна, 21 км на схід від Фрауенфельда.
Берг має площу 13,1 км², з яких на 12,3% дозволяється будівництво (житлове та будівництво доріг), 69,9% використовуються в сільськогосподарських цілях, 17,1% зайнято лісами, 0,7% не є продуктивними (річки, льодовики або гори).

## Демографія
2019 року в громаді мешкало 3449 осіб (+11,3% порівняно з 2010 роком), іноземців було 14,3%. Густота населення становила 262 осіб/км².
За віковим діапазоном населення розподілялося таким чином: 23,5% — особи молодші 20 років, 60,7% — особи у віці 20—64 років, 15,8% — особи у віці 65 років та старші. Було 1386 помешкань (у середньому 2,5 особи в помешканні).
Із загальної кількості 1729 працюючих 180 було зайнятих в первинному секторі, 392 — в обробній промисловості, 1157 — в галузі послуг.